# Stockbridge (wieś)
Stockbridge – wieś w Stanach Zjednoczonych, w stanie Wisconsin, w hrabstwie Calumet.